# Faith Kipyegon
Faith Kipyegon (Bomet, 1994. január 10. –) olimpiai és világbajnok kenyai közép- és hosszútávfutó. Az 1500 méteres és az egy mérföldes síkfutás világcsúcstartója. Korábban az 5000 méteres táv világcsúcstartója is volt.

## Pályafutása
Kipyegon a kalendzsin törzsből származik. Fiatalon, első utánpótlásversenyein mezítláb versenyzett, 16 évesen a junior mezeifutó-világbajnokságon is így lett negyedik helyezett. 2011-ben pedig ugyancsak mezítláb nyerte meg a junior korcsoport világbajnoki versenyét. Menedzserétől kapott ugyan futócipőt, de Kipyegon természetesebbnek érezte anélkül a futást. 2012-ben junior világbajnok lett 1500 méteren, majd egy hónappal később a londoni olimpián is elindult, de az előfutamából nem jutott tovább.
2013 márciusában újra megnyerte a junior mezeifutó-világbajnokságot. 19 évesen 2013 májusában Dohában a Diamond League versenyen meglepetésre életében először teljesítette négy percen belüli idővel az 1500 méteres távot. Új kenyai csúcsot futott, 3:56,98-as idejével ezüstérmet szerzett.
A felnőttek mezőnyében 2014-ben nyert először nemzetközi versenyt, a májusi IAAF World Relays 4×1500 méteres váltófutásában lett aranyérmes a kenyai csapattal. Ezév júliusában a Nemzetközösségi játékokon is győzni tudott az 1500 méteres távon.
Világbajnokságon először a 2015-ös pekingin indult. 1500 méteren az előfutamban, az elődöntőben és a döntőben is második helyen végzett, mindhárom alkalommal az etióp világcsúcstartó Genzebe Dibaba mögött. A 2016-os szezonban két Diamond League győzelmet is szerzett 1500 méteren, a saját országos csúcsát is megjavította. Illetve egy egy mérföldes versenyen is győzni tudott az olimpia előtt. A rioi olimpián sem talált legyőzőre, Dibaba előtt célbaérve megszerezte első olimpiai bajnoki címét. 2017-ben a világbajnokságot is meg tudta nyerni ebben a számban.
A következő évben gyermeke születése miatt nem állt rajthoz versenyen. 18 hónapos kihagyás után kezdett ismét versenyezni, kvalifikálta magát a 2019-es világbajnokságra, amely döntőjében Sifan Hassan mögött 3:54,22-es új kenyai rekorddal ezüstérmes lett.
2020-ban a Diamond League sorozatban fő versenyszáma mellett indult 800 és 1000 méteren is. 1000 méteres távon Monacóban Szvetlana Masztyerkova 1996-os világcsúcsától 0,17 másodperccel elmaradva 2:29,15-ös idővel győzött. 2021 júniusában 1500 méteres síkfutásban tovább javított a kenyai rekordon 3:53,91-es eredménnyel győzött a római Diamond League versenyen. Egy hónappal később Monacóban már egy másodpercre megközelítette Dibaba világrekordját 3:51,07-es idővel nyerte a futamot.
A 2021-es tokiói olimpián Paula Ivan 33 éve fennálló olimpiai csúcsát megdöntve 3:53,11-es idővel győzött és megvédte címét. A 2022-es világbajnokságon 3:52,96-os idővel szerezte meg második világbajnoki címét. Egy hónappal később a monacói Diamond League versenyen minden idők második legjobb idejét futva 3:50,37-es eredménnyel lett aranyérmes, Dibaba világcsúcsától 0,3 másodperccel elmaradva.
2023-ban verhetetlen volt, az 1500 méteres fő versenyszáma mellett 5000 méteren is indult versenyeken. Júniusban a firenzei Diamond League versenyen az 1500 méteres távon 3:49,11-es új világcsúcsot futott. Egy héttel később 2015 óta először állt rajthoz a párizsi Diamond League futamon 5000 méteres távon és fantasztikus futással 14:05,20-as eredménnyel meglepetésre megjavította Letesenbet Gidey világcsúcsát. Júliusban Monacóban újabb világcsúcsot ért el, ezúttal az 1 mérföldes versenyen teljesített 4:07,64-es idejével. Az augusztusi budapesti világbajnokságra mindkét távon kvalifikálta magát és 1500 méteren a női mezőnyben egyedülállóan harmadszor is világbajnok tudott lenni. Négy nappal később az 5000 méteres távon sem talált legyőzőre, a női mezőnyben először sikerült ugyanannak a sportolónak megnyernie ezt a két távot világbajnokságon. Férfiak között is csak egyszer volt rá példa, 2007-ben az amerikai Bernard Lagatnak sikerült ez Kipyegonon kívül.
2024-ben megnyerte a kenyai olimpiai válogatóversenyt 1500 méteren és 5000 méteren is. Egy hónappal az olimpia előtt, 2024 júliusában néhány századot javítani tudott saját korábbi világcsúcsán, 1500 méteres távon az új rekord 3:49,04 lett. A párizsi olimpián először 5000 méteren állt rajthoz és a selejtezőből a legjobb idővel jutott döntőbe. Ott az élbolyban haladt, amikor két körrel a vége előtt összeütközött Gudaf Tsegay-jal, mindketten talpon maradtak, de az etióp versenyző az eset után leszakadt az élmezőnytől. Kipyegon az utolsó kör elején megpróbált elszakadni az élmezőnytől, egyedül honfitársa, Beatrice Chebet tudta vele tartani a lépést és a célegyenesben meg is tudta előzni Kipyegont. A lökdösődés miatt a verseny után egyből kizárták Kipyegont, de sikeres fellebbezés után megtarthatta ezüstérmét. Az 1500 méteres távon ismét győzni tudott, egymás után harmadszor nyerte meg ezt a versenyszámot.

## Egyéni legjobbjai
| Táv       | Eredmény | Helyszín              | Időpont              |
| --------- | -------- | --------------------- | -------------------- |
| 800 m     | 1:57,68  | Doha, Katar           | 2020. szeptember 25. |
| 1000 m    | 2:29,15  | Monaco                | 2020. augusztus 14.  |
| 1500 m    | 3:49,04  | Párizs, Franciaország | 2024. július 7.      |
| 1 mérföld | 4:07,64  | Monaco                | 2023. július 21.     |
| 5000 m    | 14:05,20 | Párizs, Franciaország | 2023. június 9.      |